# 489 Comacina
Comacina (asteroide 489) é um asteroide da cintura principal com um diâmetro de 139,39 quilómetros, a 3,03098851 UA. Possui uma excentricidade de 0,03886823 e um período orbital de 2 045,5 dias (5,6 anos).
Comacina tem uma velocidade orbital média de 16,77227861 km/s e uma inclinação de 12,97689625º.
Esse asteroide foi descoberto em 2 de Setembro de 1902 por Luigi Carnera.